# Chów klatkowy

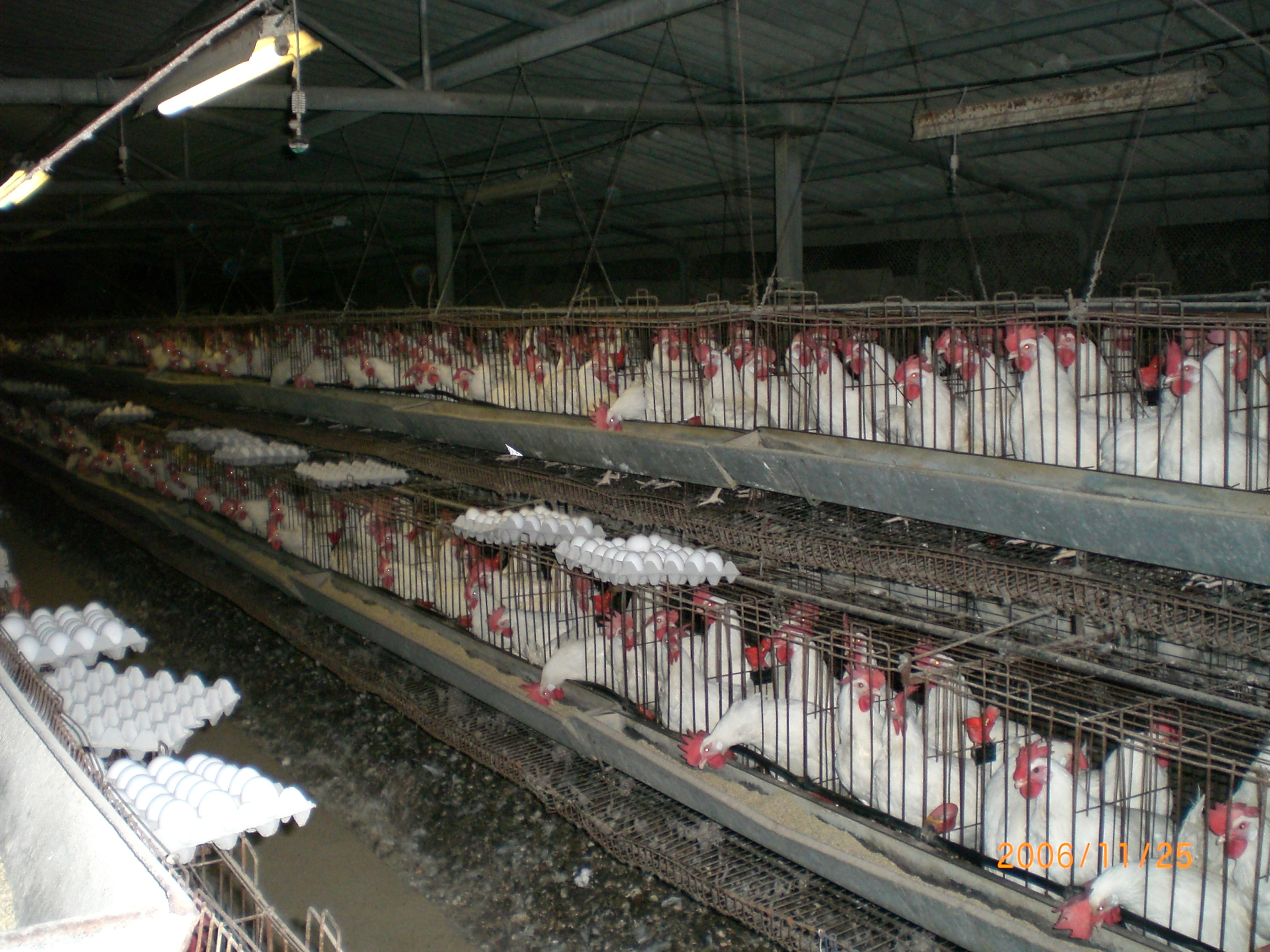
Kury w chowie klatkowym

Chów klatkowy – przemysłowa, zautomatyzowana metoda hodowli zwierząt gospodarczych, trzymanych w klatkach. Najczęściej stosowana w przypadku kur niosek. W 2027 Komisja Europejska planuje wprowadzić zakaz chowu klatkowego.

Legenda:
Krajowy zakaz chowu klatkowego
Regionalne zakazy chowu klatkowego
W trakcie wycofywania chowu klatkowego
Chów klatkowy jest legalny
Brak danych

     Krajowy zakaz chowu klatkowego
     Regionalne zakazy chowu klatkowego
     W trakcie wycofywania chowu klatkowego
     Chów klatkowy jest legalny
     Brak danych

## Dane statystyczne

### Unia Europejska
Na terenie Unii Europejskiej około 300 milionów zwierząt jest hodowanych w klatkach.
Najwięcej kur niosek w chowie klatkowym znajduje się w następujących krajach:
- Hiszpania – 41 milionów zwierząt;
- Polska – 40 milionów;
- Francja – 31 milionów;
- Włochy – 21 milionów.

W Europie najwyższe wskaźniki udziału jajek z chowu klatkowego na rynku konsumpcyjnym występują w krajach takich jak: Malta, Litwa, Portugalia i Słowacja.

### Polska
80% kur niosek w Polsce jest hodowanych w klatkach. W porównaniu z innymi krajami Unii Europejskiej hodowle w Polsce są statystycznie większe pod względem liczby kur. Składają się średnio z 85 tys. sztuk zwierząt, średnia dla UE wynosi 45 tys.
W 2016 roku w Polsce funkcjonowało ponad 1110 ferm drobiu, z czego blisko połowa stosowała chów klatkowy.
Ponad 80% jajek na rynku konsumpcyjnym pochodzi z chowu klatkowego (13,4% z chowu ściółkowego, 3,7% z wolnego wybiegu, 0,8% z hodowli ekologicznych).

## Chów klatkowy drobiu

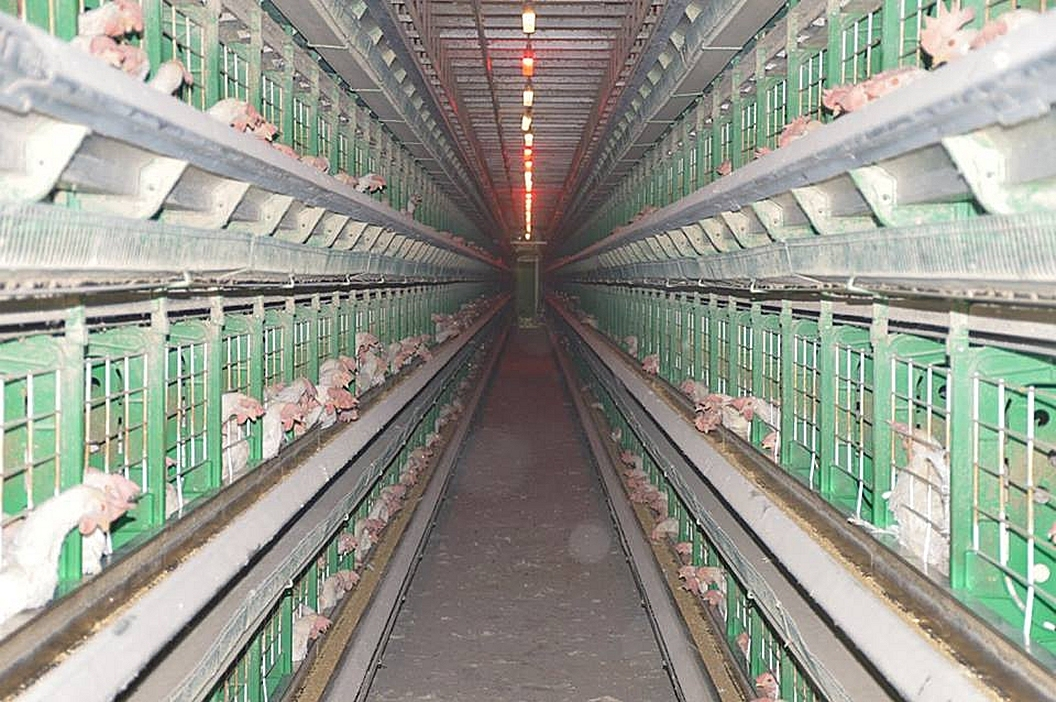
Hala fermy drobiu stosująca chów klatkowy. 2016 rok

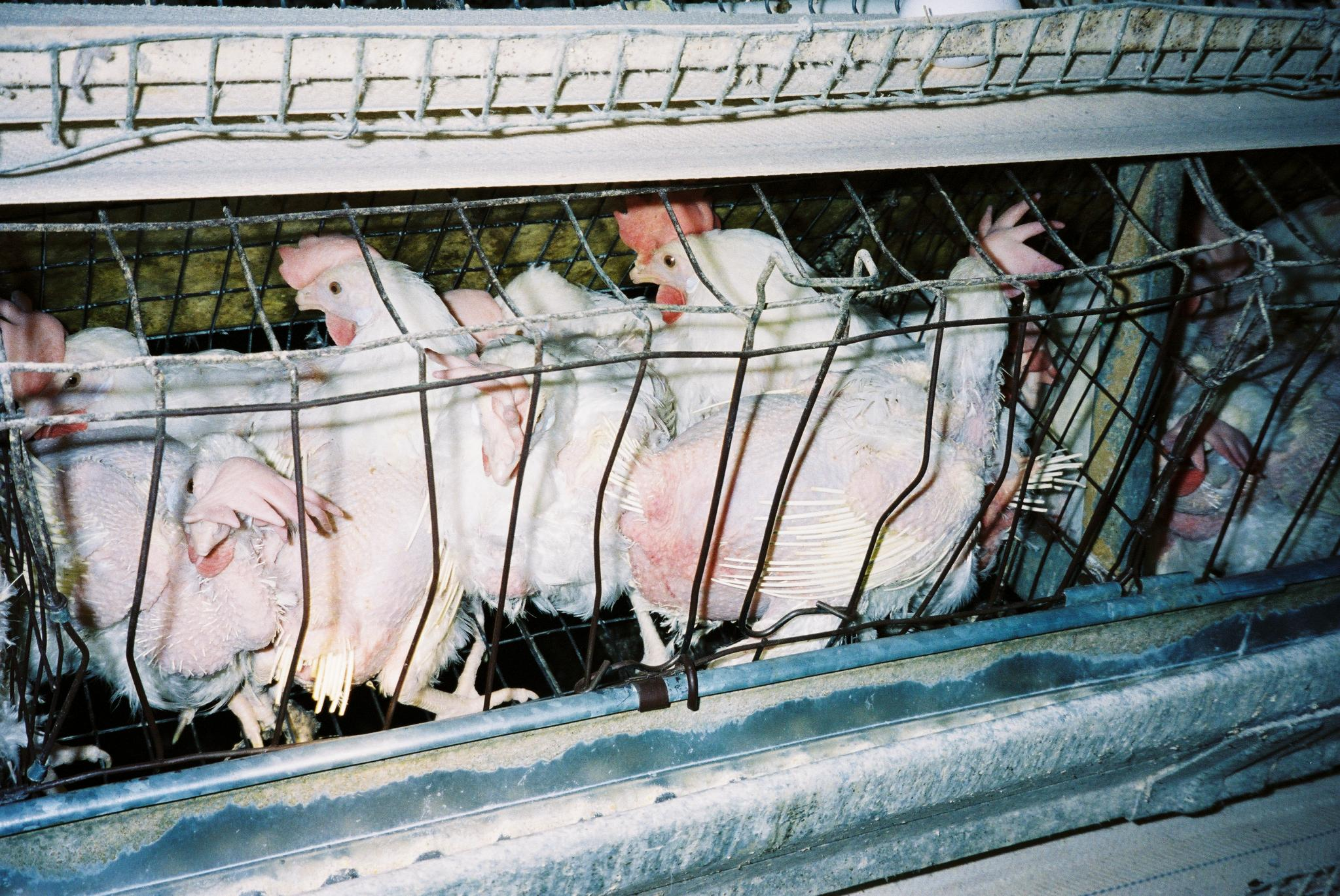
Kury w chowie klatkowym

Jajka pochodzące z chowu klatkowego oznacza się na opakowaniach symbolem 3. Są tańsze od jajek z chowu ściółkowego, ekologicznego lub wolnego wybiegu.

### Warunki
Chów klatkowy drobiu wzbudza kontrowersje, wywołuje protesty środowisk naukowych, organizacji zajmujących się prawami zwierząt lub ekologią oraz sprzeciw konsumentów, którzy świadomie rezygnują z zakupu pochodzących z niego jajek.
Brak światła słonecznego, swobody ruchu, wychodzenia na zewnątrz i zbyt mała powierzchnia wywołują cierpienie zwierząt. Kury przetrzymywane są w ciemnych halach, na skutek stłoczenia często ranią się wzajemnie i chorują. Klatki sprawiają, że ptaki nie mogą rozprostować skrzydeł, a pręty wywołują urazy. Powyższe warunki w znaczący sposób skracają długość życia kur niosek. Średnia w chowie klatkowym wynosi 1,5 roku, w hodowlach prywatnych 10 lat.

### Badania opinii publicznej
Z badań przeprowadzonych przez CBOS wynika, że pomiędzy 2006 a 2018 rokiem, postawa konsumentów wobec zakupu jajek uległa zmianie. Blisko trzykrotnie wzrosło zainteresowanie pochodzeniem jajka, jednocześnie sugerowanie się ceną podczas zakupu dwukrotnie zmalało.
W 2018 roku 35% polskich konsumentów zwracało uwagę na to, z jakiej hodowli pochodzą jajka, w 2020 roku ponad 70%. Deklarowali oni gotowość zapłacenia wyższej kwoty, aby nie kupować jajek z chowu klatkowego.
Z badań przeprowadzonych w Polsce przez Biostat w 2020 roku wynika, że 82% respondentów uważa, iż chów klatkowy nie zapewnia kurom odpowiednich warunków do życia, zaś 54,5% stoi na stanowisku, że restauracje, hipermarkety i producenci żywności powinni zrezygnować z używania tego typu jajek.
Z sondażu YouGov z 2020 roku wynika, że poparcie dla całkowitego zakazu chowu klatkowego w Polsce wynosi 63%.

### Stanowiskoprzedsiębiorców
Postawa konsumentów oraz protesty organizacji zajmujących się prawami zwierząt spowodowały, że wiele firm zdecydowało się na zmianę dotychczasowej polityki. W 2020 roku 140 działających w Polsce firm zadeklarowało, że nie będzie używać jajek pochodzących z chowu klatkowego w sprzedaży lub produkcji.
Ponad 2000 przedsiębiorców i korporacji z różnych krajów wdraża podobną politykę. Należą do nich między innymi: Burger King, Costa Coffee, Nestlé i Aldi. Ostatnia firma, właściciel niemieckiej sieci hipermarketów, planuje do 2030 roku całkowicie wycofać ze sprzedaży, nie tylko jajka, ale również mięso, pochodzące z ferm przemysłowych.
W 2021 roku firma Yum! Brands (właściciel KFC, Pizza Hut i Taco Bell) zadeklarowała, że rezygnuje z używania jajek z chowu klatkowego. Planuje finalnie wdrożyć projekt do 2030 roku we wszystkich krajach, a częściowo do 2026 roku i raportować postępy klientom. Niektóre sieci hipermarketów (Biedronka, Carrefour i Auchan) realizują projekty stopniowego odejścia od sprzedaży jajek z chowu klatkowego.

## Inicjatywa „Koniec Epoki Klatkowej” i stanowisko Komisji Europejskiej
W 2012 roku powstała Europejska Inicjatywa Obywatelska „Koniec Epoki Klatkowej” (ang. End the Cage Age) postulująca zakaz chowu klatkowego zwierząt. Petycja w tej sprawie została podpisana przez blisko 1,4 mln obywatelek i obywateli z państw członkowskich UE i przedstawiona Komisji Europejskiej 10 czerwca 2021 roku. Postulat został poparty przez ponad 140 naukowców z różnych krajów, którzy wystosowali w tej sprawie list otwarty.
Komisja Europejska również wyraziła poparcie dla inicjatywy „Koniec Epoki Klatkowej”. Zapowiedziała wprowadzenie zakazu chowu klatkowego do 2027 roku oraz przedstawienie wniosku ustawodawczego do 2023 roku. Ma on dotyczyć zwierząt takich jak: kury, kaczki, przepiórki, króliki, gęsi, cielęta i świnie. Projekt ma być realizowany w ramach Wspólnej polityki rolnej. Zgodę na egzekwowanie proponowanych przepisów będą musiały wyrazić: Parlament Europejski oraz rządy poszczególnych krajów członkowskich.
Zdaniem przeciwników planowanych przepisów ich konsekwencją będzie podwyższenie cen żywności (wynikające z wyższych kosztów produkcji) i bankructwo gospodarstw bazujących na chowie klatkowym.